# John Fisher
Sveti John kardinal Fisher, angleški rimskokatoliški duhovnik, škof, kardinal in svetnik, * 1469, Beverley, † 22. junij 1535.

## Življenjepis
17. decembra 1491 je prejel duhovniško posvečenje. 14. oktobra 1504 je bil imenovan za škofa, nakar je 24. novembra prejel škofovsko posvečenje.
21. maja 1535 je bil povišan v kardinala in čez deset dni imenovan za kardinal-duhovnika Ss. Vitale, Valeria, Gervasio e Protasio. 22. junija istega leta je umrl.
29. decembra 1886 je bil beatificiran in skupaj s Thomasom Morom 19. maja 1935 še kanoniziran. Katoliška Cerkev obeležuje spomin nanj skupaj z Morom na dan 22. junija.